# 나가오 마코토
나가오 마코토(일본어: 長尾 真, 1936년 10월 4일 ~ 2021년 5월 23일)는 일본의 정보공학자이며 교토 대학 명예교수이다. 교토 대학 공학부 전자공학과를 졸업한 뒤 동 대학원에서 공학박사 학위를 받았고 교토 대학 총장, 국제고등연구소 소장, 독립행정법인 정보통신연구기구 이사장, 국립국회도서관장 등을 역임했다.

## 인물

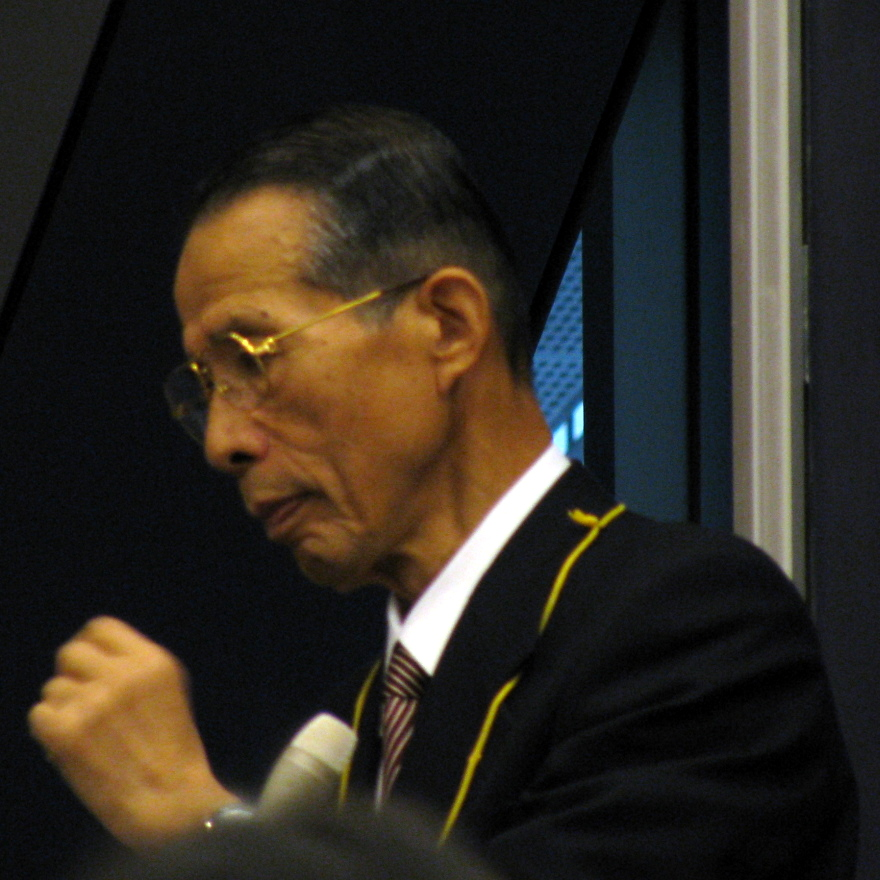
2009년 11월 22일, 도쿄 대학 공학부 2호관에서

전공은 자연어 처리, 영상 처리, 패턴 인식이다. 패턴 인식 분야에서는 자필 문자의 인식 방식을 제안했는데 이 기법은 초기 우편번호 판독장치에 응용됐으며 이후에는 전자 도서관 시스템의 연구를 주로 다뤘다. 자서전으로는 《정보를 읽는 힘, 학문하는 마음》(미네르바 쇼보, 2010년)이 있다. 제자로는 가나데 다케오, 쓰지이 준이치, 마쓰야마 다카시, 마쓰모토 유지, 사토 사토시, 구로하시 사다오, 나카무라 유이치 등이 있다.
전자정보통신학회 회장, 정보처리학회 회장 등을 역임한 것 외에도 1997년부터 2003년까지 교토 대학 총장을 맡았고 국립대학협회 회장으로서 국립대학법인화를 시행했다. 또한 스스로 기계번역국제연맹, 언어처리학회 등을 설립하여 초대회장을 지냈다.
교토 대학에서 정년 퇴임 후인 2004년에 구 통신종합연구소와 구 통신·방송기구가 통합하여 설립된 정보통신연구기구의 초대이사장으로 취임했고 2007년에는 국립국회도서관장으로 취임하여 2012년까지 역임했다. 더욱이 도서관계와는 전자 도서관 개발로 이전부터 인연이 깊었고 교토 대학 총장으로 재임 중에는 일본도서관협회 회장을 맡고 있었다. 2014년에는 일본 학사원 회원(자연과학 부문, 공학 분과)으로 선출됐고 2015년에는 국제고등연구소 소장으로 취임했다.
2016년에는 교토부 공립대학법인 이사장으로 취임했다.
2018년에 심포지엄 ‘현대 사회에 도움이 되는 종교의 역할’에서 ‘마음의 시대’라는 제목으로 기조 강연을 했다(배포 자료, 강연 내용).
2021년 5월 23일에 뇌경색으로 사망했다(향년 84세). 사후에는 정3위로 추증됐다.

## 주요 경력
- 1955년 : 시가 현립 제제 고등학교 졸업
- 1959년 : 교토 대학 공학부[1] 전자공학과 졸업
- 1961년 : 교토 대학 대학원 공학연구과 전자공학전공 석사 과정 수료[5], 교토 대학 공학부 조수로 부임[5]
- 1966년 : 공학박사(교토 대학 대학원, 학위 논문 《Studies on language analysis procedure and character recognition》)[1]
- 1967년 : 교토 대학 공학부 강사
- 1968년 : 교토 대학 공학부 조교수[5]
- 1973년 : 교토 대학 공학부 교수[1]
- 1986년 : 교토 대학 대형 계산기 센터장
- 1991년 : 기계번역국제연맹을 설립
- 1994년 : 언어처리학회를 설립
- 1995년 : 교토 대학 부속 도서관장
- 1996년 : 교토 대학 총장특별보좌[12]
- 1997년 : 교토 대학 총장[1]
- 1997년 : 교토 대학 대학원 공학연구과장·공학부장
- 2004년 : 정보통신연구기구 이사장[1]
- 2007년 : 국립국회도서관장[1]( ~ 2012년)
- 2013년 : 교토시 음악예술문화진흥재단 이사장
- 2014년 : 일본 학사원 회원(제2부, 제5분과)으로 선출
- 2015년 : 국제고등연구소 소장( ~ 2018년)
- 2016년 4월 : 교토부 공립대학법인 이사장( ~ 2018년)

## 수상 경력
- 1977년 : 정보처리학회 논문상
- 1986년 : 전자정보통신학회 업적상
- 1993년 : IEEE Emanuel R. Piore Award[13]
- 1993년 : 전자정보통신학회 공적상
- 1996년 : 교토 신문 문화상
- 1997년 : 정보처리학회 공적상
- 1997년 : 기계번역국제연맹 영예상
- 1999년 : NHK 방송문화상
- 1999년 : C&C상(C&C 진흥재단)
- 2003년 : Association for Computational Linguistics Lifetime Achievement Award[14]
- 2005년 : 일본국제상[2]

### 상훈·영예
- 1997년 : 자수포장[1]
- 1999년 : 노팅엄 대학교 명예박사
- 2000년 : IEEE 펠로
- 2005년 : 레지옹 도뇌르 훈장 슈발리에장[3]
- 2008년 : 문화공로자
- 2014년 : 일본 학사원 회원
- 2018년 : 문화훈장[4]
- 2020년 : 교토시 명예시민

## 주요 저서

### 저서
- 《画像認識論》 [영상인식론]. 정보공학강좌. 코로나샤. 1983년 2월. ISBN 9784339020151.
- 《パターン情報処理》 [패턴 정보 처리]. 전자통신학회 대학시리즈. 코로나샤. 1983년 3월. ISBN 9784339000573.
- 《言語工学》 [언어공학]. 인공지능 시리즈. 쇼코도. 1983년 6월. ISBN 9784785630423.
- 《コンピュータのパターン認識》 [컴퓨터의 패턴 인식]. 인지과학선서. 도쿄 대학 출판회. 1985년 12월. ISBN 9784130130530.
- 《機械翻訳はどこまで可能か》 [기계번역은 어디까지 가능한가]. New science age. 이와나미 쇼텐. 1986년 2월. ISBN 9784000076661.
- 《岩波講座ソフトウェア科学 14 知識と推論》 [이와나미 강좌 소프트웨어 과학 (14) - 지식과 추론]. 이와나미 쇼텐. 1988년 7월. ISBN 9784000103541.
- 《画像と言語の認識工学》 [영상과 언어의 인식 공학]. 일렉트로닉스 모노그래프 시리즈. 코로나샤. 1989년 1월. ISBN 9784339010169.
- 《人工知能が人間を理解するとき》 [인공지능이 인간을 이해할 때]. 스테어링 시리즈: 과학기술을 선도하는 30인. 미타 출판회. 1990년 8월. ISBN 9784895830591. ※인터뷰: 무라카미 요이치로
- 《人工知能と人間》 [인공지능과 인간]. 이와나미 신서. 이와나미 쇼텐. 1992년 12월. ISBN 9784004302599.
- 《電子図書館》 [전자 도서관]. 이와나미 과학 라이브러리. 이와나미 쇼텐. 1994년 9월. ISBN 9784000065153.
  - 《電子図書館》 [전자 도서관] 新装版판. 이와나미 쇼텐. 2010년 3월. ISBN 9784000057035.
- 《「わかる」とは何か》 [‘알다’란 무엇인가]. 이와나미 신서. 이와나미 쇼텐. 2001년 2월. ISBN 9784004307136.
- 《学術無窮 大学の変革期を過ごして 1997-2003》 [학술 무궁 - 대학의 변혁기를 보내며 1997-2003]. 교토 대학 학술출판회. 2004년 10월. ISBN 9784876986408.
- 《久留米・鳥栖・小郡・基山三市一町図書館協力協議会20周年記念誌》. 「久留米・鳥栖・小郡・基山三市一町図書館協力協議会20周年記念誌」編集委員会. 2009년 3월.

- 《情報を読む力、学問する心》 [정보를 읽는 힘, 학문하는 마음]. 시리즈 ‘자전’. 미네르바 쇼보. 2010년 7월. ISBN 9784623058402.
- 《未来の図書館を作るとは》 [미래의 도서관을 만들다니]. 2012년 3월.
- 《情報学は哲学の最前線》 [정보학은 철학의 최전선]. アカデミック・リソース・ガイド. 2019년 2월.
- 《楽天知命 気楽なよしなしごと》. アスパラ. 2019년 11월. ISBN 9784901022187.
- 《마음의 시대와 신토》(心の時代と神道), 아스파라, 2020년 6월

### 편집
- 《言語の機械処理》. 講座現代の言語 7. 三省堂. 1984년 1월. ISBN 9784385306674.
- 《自然言語処理》. 岩波講座ソフトウェア科学 15. 岩波書店. 1996년 4월. ISBN 9784000103558.

### 편저
- 《강좌현대의 언어 (7): 언어의 기계 처리》(講座現代の言語 7 言語の機械処理), 산세이도(1984년 1월)
- 《인공지능 - 실용화의 시대로》(人工知能 実用化の時代へ), 신초분코(1986년 4월)
- 《컴퓨터로 번역하다》(コンピュータで翻訳する), 마키노 다케노리 공편저, 교리쓰 출판(1995년 2월)
- 《이와나미 강좌 소프트웨어 과학 (15) - 자연 언어 처리》(岩波講座ソフトウェア科学 15 自然言語処理), 이와나미 쇼텐(1996년 4월)
- 《서책과 영상의 미래 - 구글화하는 세계의 지식 과제란》(書物と映像の未来 グーグル化する世界の知の課題とは), 엔도 가오루·요시미 슌야 공편저, 이와나미 쇼텐(2010년 11월)

### 공저
- 長尾真; 原田勝、石川徹也、谷口敏夫、久保正敏、澤田芳郎 (1994년 3월). 《研究情報ネットワーク論》. 勁草書房. ISBN 9784326000111.
- 長尾真; 黒橋禎夫、佐藤理史、池原悟、中野洋 (1998년 2월). 《言語情報処理》. 岩波講座言語の科学 9. 岩波書店. ISBN 9784000108591. 
  - 長尾真; 黒橋禎夫、佐藤理史、池原悟、中野洋 (2004년 12월). 《言語情報処理》. 岩波講座言語の科学 9. 岩波書店. ISBN 9784000069083.
- 長尾真; 中川裕志、松本裕治、橋田浩一、John Bateman (1999년 1월). 《言語の数理》. 岩波講座言語の科学 8. 岩波書店. ISBN 9784000108584. 
  - 長尾真; 中川裕志、松本裕治、橋田浩一、John Bateman (2004년 11월). 《言語の数理》. 岩波講座言語の科学 8. 岩波書店. ISBN 9784000069083.
- 長尾真; 安西祐一郎、神岡太郎、橋本周司 (1999년 10월). 《マルチメディア情報学の基礎》. 岩波講座マルチメディア情報学 1. 岩波書店. ISBN 9784000109611.
- 長尾真; 宇津呂武仁、島津明、匂坂芳典、井口征士、片寄晴弘 (2000년 1월). 《文字と音の情報処理》. 岩波講座マルチメディア情報学 4. 岩波書店. ISBN 9784000109642.
- 長尾真; 松山隆司、杉本晃宏、佐藤理史、麻生英樹 (2000년 7월). 《情報の組織化》. 岩波講座マルチメディア情報学 2. 岩波書店. ISBN 9784000109628.
- 河合俊雄; 吉岡洋、西垣通、尾形哲也、長尾真 (2021년 2월). 《〈こころ〉とアーティフィシャル・マインド》. 創元社. ISBN 9784422117577.

### 공편
- 長尾真・田中穂積・牧野武則・野村浩郷・内田裕士・石崎俊共編, 편집. (1989년 3월). 《機械翻訳サミット》. オーム社. ISBN 9784274074462.
- 長尾真・石田晴久・稲垣康善・田中英彦・辻井潤一・所真理雄・中田育男・米澤明憲共編, 편집. (1990년 5월). 《岩波情報科学辞典》. 岩波書店. ISBN 9784000800747.
- 長尾, 真; 遠藤, 薫; 吉見, 俊共編, 편집. (2010년 11월). 《書物と映像の未来 グーグル化する世界の知の課題とは》. 岩波書店. ISBN 9784000234801.

### 번역
- Azriel Rosenfeld; Avinash C.Kak (1978년 12월). 《ディジタル画像処理》. 長尾真監訳. 近代科学社.
- Azriel Rosenfeld; Avinash C.Kak (1980년 9월). 《ディジタル画像処理》. 長尾真・白井良明共訳. 培風館.
- P.H.ウィンストン (1980년 9월). 《人工知能》. 長尾真・白井良明共訳. 培風館. ISBN 9784563007478.
- A.Bundy, 편집. (1981년 12월). 《人工知能入門》. 長尾真監訳. 近代科学社. ISBN 9784764900752.
- Chin-Liang Chang; Richard Char-Tung Lee (1983년 9월). 《コンピュータによる定理の証明》. コンピュータ・サイエンス研究書シリーズ 27. 長尾真・辻井潤一共訳. 日本コンピュータ協会.
- J.マイヤーズ; T.バジェット; M.トーマス; C.サンドラー (2006년 7월). 《ソフトウェア・テストの技法》. 長尾真監訳、松尾正信訳. 近代科学社. ISBN 9784764903296.

### 감수
- 川崎良孝, 편집. (1999년 3월). 《大学生と「情報の活用」 情報探索入門》. 京都大学全学共通科目講義録. 京都大学図書館情報学研究会. ISBN 9784820498254.
  - 川崎良孝, 편집. (2001년 4월). 《大学生と「情報の活用」 情報探索入門》. 京都大学全学共通科目講義録 増補版판. 京都大学図書館情報学研究会. ISBN 9784820400264.
- 《ヒューマン・インフォマティクス 触れる・伝える・究めるデジタル生活情報術》. 工作舎. 2005년 6월. ISBN 9784875023869.
- 《デジタル時代の知識創造 変容する著作権》. 角川インターネット講座 03. KADOKAWA. 2015년 1월. ISBN 9784046538833.